# Appenwihr
Appenwihr é uma comuna francesa na região administrativa de Grande Leste, no departamento Alto Reno. Estende-se por uma área de 7,72 km². Em 2010 a comuna tinha 597 habitantes (densidade: 77,3 hab./km²).